# Naturschutzgebiet Bärenstein
Beim Naturschutzgebiet Bärenstein handelt es sich um einen ehemaligen Steinbruch in der Städteregion Aachen. Es befindet sich am östlichen Stadtrand von Stolberg und umfasst eine Fläche von 27 ha. Der Bärenstein liegt auf einer Höhe von 215 bis 259 m ü. NN.
Das NSG Bärenstein ist eines von 19 zur Stadt Stolberg (Rhld.) gehörenden Naturschutzgebieten.

## Geologie
Im Steinbruch findet sich Dolomit CaMg(CO3)2 als dickbackige Feldformation zwischen den Kalksteinzügen. Dieser entstand durch metasometische Umwandlung des Kalksteins (Calciumcarbonat), einen Vorgang, den man als Dolomitisierung bezeichnet. Hierbei wird ein Teil der Calcium-Ionen des Calciumcarbonats CaCO3 durch Magnesium-Ionen substituiert. Man spricht im Falle des Kalksteins vom Primär-, im Falle des Dolomits vom Sekundärerz.
Die in Stolberg abgelagerten Kalksteinformationen stammen aus zwei unterschiedlichen erdgeschichtlichen Epochen. Die devonischen oder Eifelkalke stammen aus dem Devon, während die Kohlekalke im Karbon gebildet wurden.
Der Abbau sowohl des Kalksteins als auch des Dolomits erforderte aufgrund der Härte des Materials Sprengungen.

## Geschichte

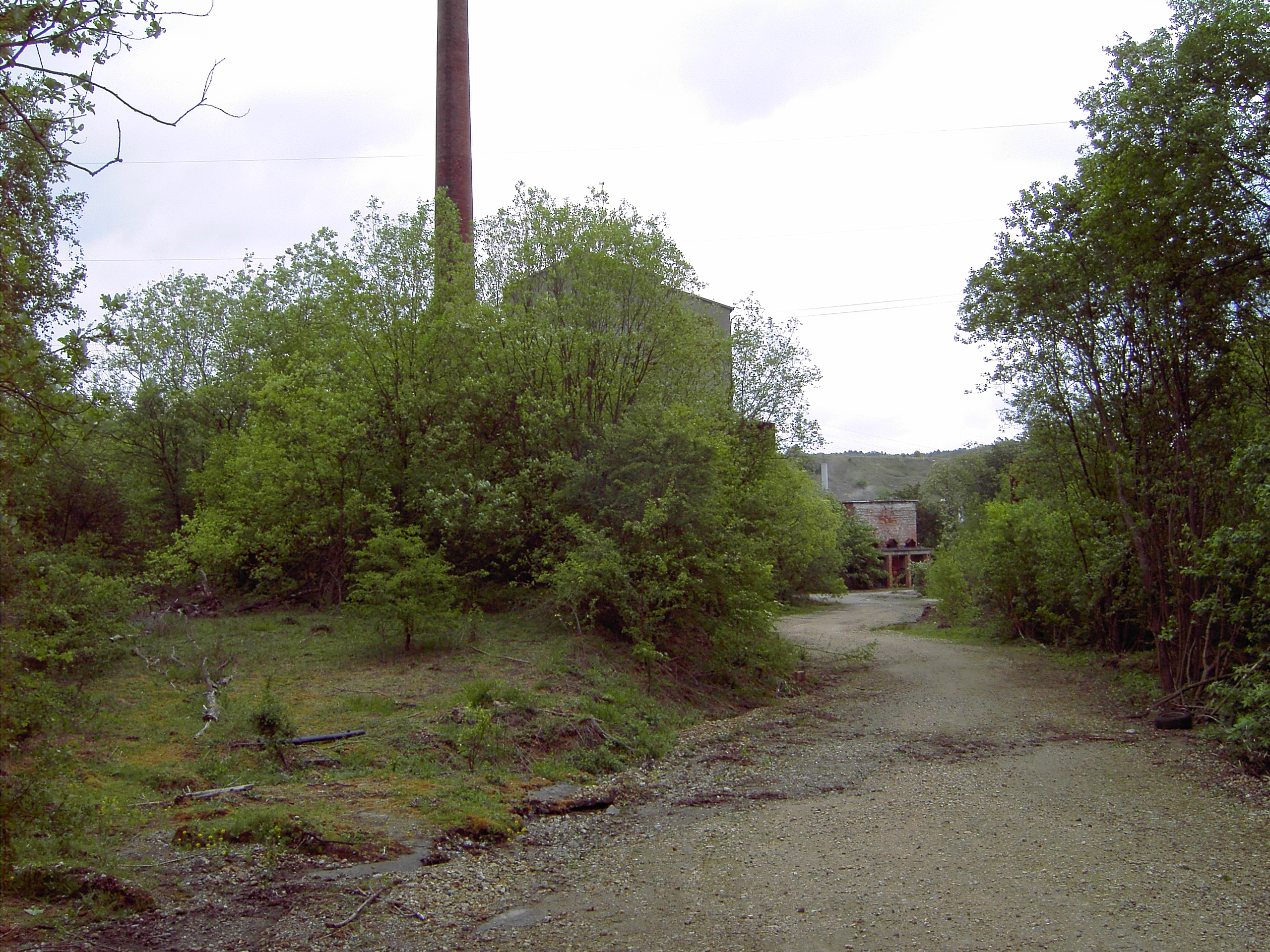
Industrieruine in Naturschutzgebiet Bärenstein

Der Bärenstein ist genau wie das benachbarte Schomet ein ehemaliger Kalk- und Dolomitsteinbruch. Er wurde von Fritz zur Mühlen betrieben, 1911 jedoch von der in Köln ansässigen Aktiengesellschaft Westdeutschen Kalkwerke übernommen. Sie entstanden aus der Stolberger Kalkwerke Fritz zur Mühlen GmbH, der E.A. Alff, der Hergenrather Kalksteinbrüche GmbH sowie weiterer, außerörtlicher Unternehmen. 1927 und 1928 schlossen sich noch die Kalkwerke in Büsbach, Eilendorf und Niederforstbach an. 1936 firmierte die Westdeutschen Kalkwerke in Westdeutsche Kalk- und Portlandzement AG um.

Der südwestlich der Bleihütte Binsfeldhammer gelegene Steinbruch Bärenstein wurde während der gesamten Zeit ausgebeutet. Primär wurde hier Kalkstein und Dolomit gebrochen, sekundär wurde er auch zum Kippen von schwermetallhaltigem Material und Bauschutt benutzt.

1966 wurde der Steinbruch Bärenstein aufgegeben und blieb sich selbst überlassen. Verantwortlich hierfür waren unter anderem nicht mehr zu erfüllende Umweltschutz- und Rekultivierungsauflagen der Stadt Stolberg an das Unternehmen.
2008 wurde der noch existierende Schornstein im Naturschutzgebiet gesprengt.

## Vegetation

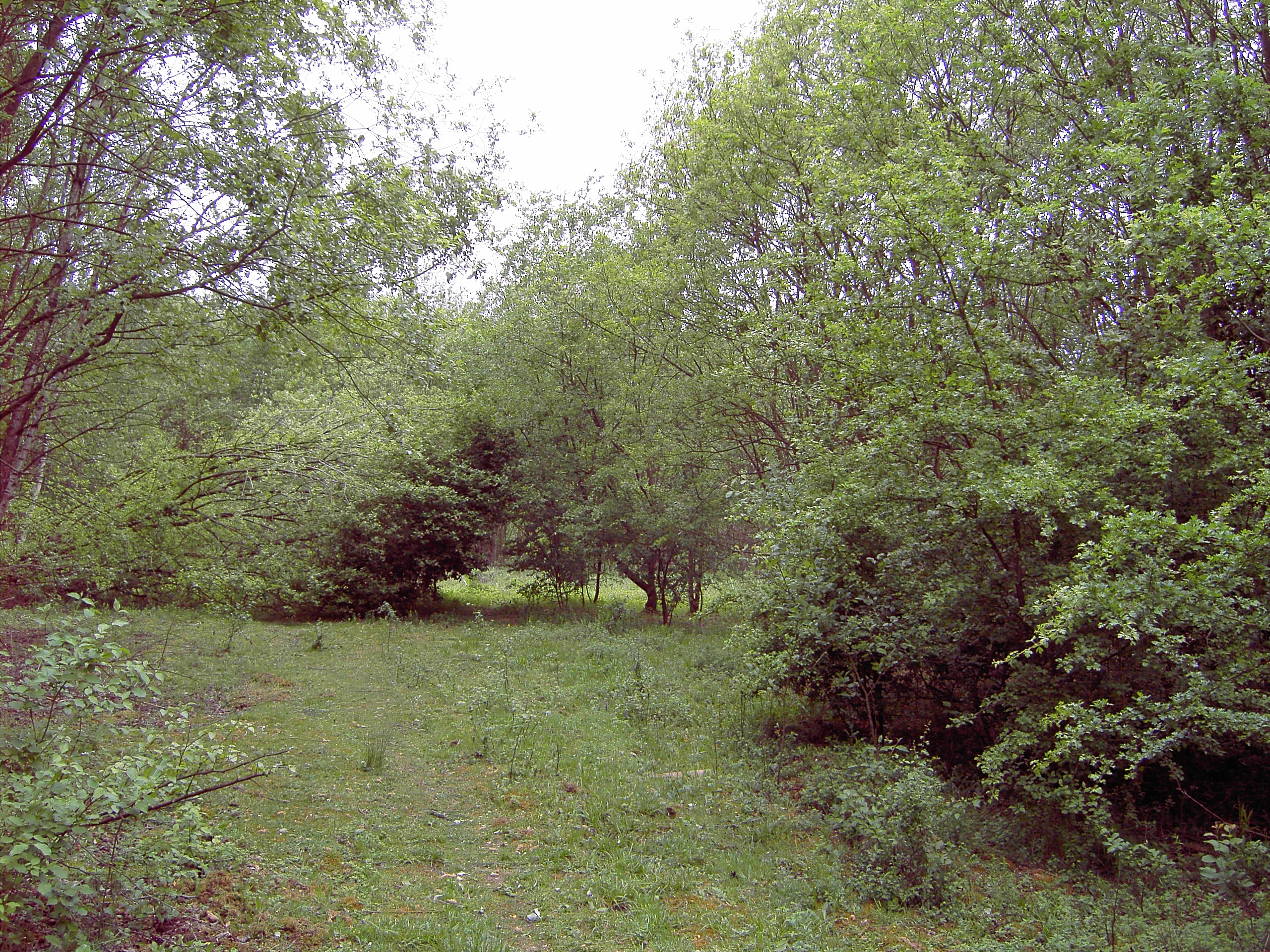
Buschgesäumte Wiese

Die Vegetation im Naturschutzgebiet Bärenstein ist vielschichtig. Bei einer Untersuchung im Jahr 2004 wurde folgende Verteilung der Vegetationstypen ermittelt:
30 % der Fläche bestehen aus Trockenrasen, 5 % sind feuchtes und mesophiles Grünland, 25 % ist mit Laubwald bedeckt. Die verbleibenden 40 % werden als Deponien, Gruben und Industriegebiet klassifiziert.
Typisch für das Naturschutzgebiet Bärenstein sind 2 große Flächen mit Schwermetallrasen und der charakteristischen dort wachsenden Pflanzengesellschaft.

## Flora und Fauna

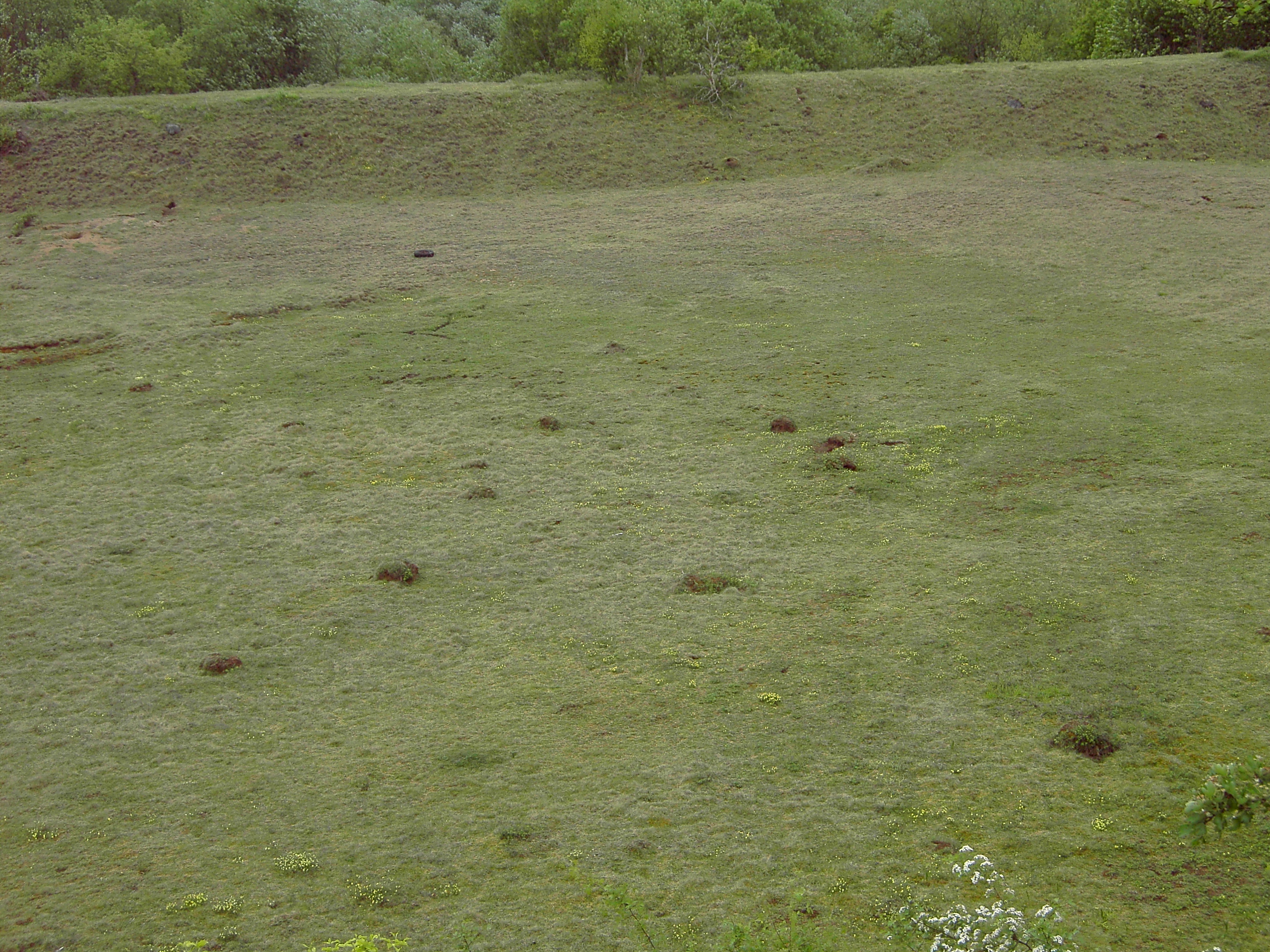
Schwermetallrasenfläche im Naturschutzgebiet Bärenstein

Der Bärenstein ist ein Refugialbiotop für die endemische Galmeiflora. Ein vergleichbares Biotop findet sich beispielsweise im Naturschutzgebiet Schlangenberg. Auf den Galmeirasen und Galmeiheiden des Biotops wachsen die für diesen Vegetationstyp wichtigsten Pflanzen. Hierzu zählt das bereits ab März/April blühende Galmei-Täschelkraut, die zu den Nelkengewächsen zählende Galmei-Frühlings-Miere Minuartia verna ssp. hercynica. Ab April kommt das Gelbe Galmeiveilchen sowie für die Galmei-Grasnelke und das 20 bis 50 cm hoch wachsende Galmei-Taubenkropf-Leimkraut Silene vulgaris var. humilis hinzu.
Die Fauna des Naturschutzgebietes Bärenstein fällt durch zahlreiche Grillen auf. Hierzu gehören der Warzenbeißer Decticus verrucivorus, die Zweifarbige Beißschrecke Metrioptera bicolor, die Kurzflügelige Beißschrecke Metrioptera brachyptera oder auch der Heidegrashüpfer Stenobothrus lineatus. Neben diesen Grillen findet man im Biotop den Kleinen Ampfer-Feuerfalter Palaeochrysophanus hippothoe.
Außerdem ist der Bärenstein ein Lebensraum für die Ringelnatter Natrix natrix.

## Gefahren für das Naturschutzgebiet
Trotz der Abgeschiedenheit des Gebietes droht ihm Gefahr. Speziell Sammler von Amphibien stellen ein erhebliches Risiko dar.
Eine weitere Gefahr resultiert aus dem mangelnden Umweltbewusstsein. Immer wieder wird versucht, den Steinbruch zum Ablagern von Schutt zu verwenden.
Das Naturschutzgebiet wird durch Mitarbeiter der Biologischen Station im Kreis Aachen e.V. überwacht.